# ロブスター (アルバム)
『ロブスター』は、日本のロックバンド、THE HIGH-LOWSの3枚目のオリジナル・アルバム。1998年5月8日発売。発売元はキティ。

## 概要
前作より1年5ヶ月ぶりのアルバム。封入特典として「ロブスター」特製ステッカーが付いている。
ジャケットは親交のあった松本人志による描き下ろしである。

## 収録曲
| 全編曲: THE HIGH-LOWS（#8、ストリングスアレンジ: 金子飛鳥）。 |                        |            |       |
| #                                                             | タイトル               | 作詞・作曲 | 時間  |
| 1.                                                            | 「コインランドリー」   | 真島昌利   | 1:53  |
| 2.                                                            | 「E=MC2」              | 真島昌利   | 4:00  |
| 3.                                                            | 「不死身のエレキマン」 | 甲本ヒロト | 4:26  |
| 4.                                                            | 「ブカブカブーツ」     | 甲本ヒロト | 4:22  |
| 5.                                                            | 「ピストン」           | 甲本ヒロト | 2:23  |
| 6.                                                            | 「有名」               | 真島昌利   | 5:00  |
| 7.                                                            | 「そうか、そうだ」     | 真島昌利   | 2:39  |
| 8.                                                            | 「風の王」             | 真島昌利   | 5:30  |
| 9.                                                            | 「ゲロ」               | 甲本ヒロト | 4:17  |
| 10.                                                           | 「千年メダル」         | 甲本ヒロト | 4:45  |
| 11.                                                           | 「真夜中レーザーガン」 | 真島昌利   | 3:16  |
| 12.                                                           | 「夏の地図」           | 甲本ヒロト | 3:47  |
| 合計時間:                                                     | 合計時間:              | 合計時間:  | 46:18 |

### 楽曲解説
「不死身のエレキマン」
ライブでの定番曲。発売当時のライブではギターを弾くのは真島のみで演奏していたが、リフ部分の演奏が薄くなるため、途中から甲本がリフ部分のバッキングギターを弾くようになった。総合格闘家の桜井マッハ速人、プロレスラーの木高イサミが入場曲として使用している。テレビ朝日系列「ぷらちなロンドンブーツ」の主題歌にも使用された。
「ブカブカブーツ」
Aメロの「ブカブカブーツ」およびBメロではブルーハーツ・ハイロウズ時代を通じて唯一キーボード担当の白井幹夫がヴォーカルを取っている。甲本は当初から白井の酒焼けした声を使いたいと思っていたが、白井が恥ずかしがって固辞したため、「全員で歌う」と白井を騙し、後で他のメンバーのヴォーカルを消し、白井のソロパートにしたという（白井はハイロウズを脱退してからは自らピアノの弾き語りも行うようになった）。
「千年メダル」
9thシングル。
「真夜中レーザーガン」
後に10thシングルとしてリカット。
「夏の地図」
発売当時のツアーでは1曲目から順番に演奏していくというセットリストだったが、アンコールの最後の曲は「真夜中レーザーガン」であり、「夏の地図」は客の追い出し曲として使用された。そのため、ライブで演奏されたことはない。

## 参加ミュージシャン
THE HIGH-LOWS
- 甲本ヒロト ：ボーカル、ブルースハープ
- 真島昌利：ギター、コーラス
- 調先人：ベース、コーラス
- 大島賢治：ドラムス、コーラス